# ㅇ
Ieung (signo: ㅇ; en hangul, 이응; romanización revisada, ieung; McCune-Reischauer, iŭng) es una letra consonante del alfabeto coreano, el Hangul. El Unicode para ㅇ es U+3147. Es silenciosa cuando se usa al comienzo de una sílaba (es un marcador de posición de consonante en letras de vocales). Sin embargo, ㅇ podría adoptar el sonido deoclusiva glotal [ʔ] en algunas ocasiones, y toma el sonido [ŋ] cuando es la consonante final de una sílaba.